# Władimir Suczkow
Władimir Siergiejewicz Suczkow, ros. Владимир Сергеевич Сучков (ur. 12 maja 1925 w Moskwie, Rosyjska FSRR, zm. 13 lutego 2008 tamże) – rosyjski piłkarz, grający na pozycji bramkarza, a potem obrońcy lub pomocnika, trener piłkarski.

## Kariera piłkarska

### Kariera klubowa
Wychowanek sekcji piłki nożnej przy Stadionie Młodych Pionierów w Moskwie. W 1945 rozpoczął karierę piłkarską w drużynie Krylja Sowietow Moskwa. W 1949 bronił barw Lokomotiwu Moskwa. W 1950 przeszedł do wojskowego zespołu WMS Moskwa, a po jego rozformowaniu w 1953 został piłkarzem Zienitu Kaliningrad. Na początku 1956 zaproszony do Torpieda Moskwa. W 1957 przeniósł się do Torpieda Gorki, w którym zakończył karierę piłkarza.

## Kariera trenerska
Po zakończeniu kariery piłkarza rozpoczął pracę szkoleniowca. 11 sierpnia 1965 stał na czele Tawrii Symferopol, którą kierował do listopada 1965. W 1966 pomagał trenować Lokomotiw Moskwa.

## Sukcesy i odznaczenia

### Sukcesy piłkarskie
WMS Moskwa
- mistrz Pierwoj ligi ZSRR: 1950 (Klasy B)

### Odznaczenia
- tytuł Mistrza Sportu ZSRR